# Корни (Астраханская область)
Ко́рни (каз. Көрін) — село в Володарском районе Астраханской области России. Входит в состав Новинского сельсовета. Население 6 человек (2010), 100 % из них — казахи.

## История
Упоминания в литературе
Корням посвятил одно из своих стихотворений местный поэт Закир Дакенов.
| На русском | На казахском |
| --- | --- |
| Село называется Корни. Без всяких пожаров, невзгод Оно умирает покорно, Как влагу, теряя народ. Уходят отсюда. Уходят! Штакетники падают ниц, Дворы зарастают, и — холод В провалах огромных глазниц. Здесь детство моё прокатилось, Как обруч, гонимый рукой! Но память уж больше не в силах Показывать сон дорогой. Тот воздух хватаю, как рыба. Как будто вся в дырочках грудь! Нельзя ли поделать что-либо И Корни спасти как-нибудь? И мне отвечают учтиво, Бумагами в тон шелестя: — В том нет никакой перспективы, Поделать что-либо нельзя. Да, жалко Пизанскую башню, Да, жалко «Титаник» на дне, Но эта потеря… Как страшно Остаться без главного мне! Подобно качнувшейся кроне, Живой и цветущей на вид, Болят у которой не корни, А место пустое болит. | Көрін менің ауылым Ата-баба қауымы. Өртсіз, жаусыз халығы Көшті бір кез барлығы. Қайда кетіп барады? Қоралар құлап қалады. Шөп басып бар орамды Қараңғы түнге оранды. Осында бала күнімде Дөңгелек ұуып өсіп ем. Есімде бәрін сақтауға Әлім жоқ осы дат қалған. Ауасын шөлдеп жұтамын Өкпемді кімге айтамын? Қайда? Кімге баруға Көрінді сақтап қалуға? Қағаздың естіп сылдырын Әркімнің тыңдап былдырын, Түсіндім жоғын болашақ Есте қалды тек бала шақ. Күйзелем Пизан құлар деп Уайым батқани «Титаник». Бірақта Көрін, қауымда Бәрінен қымбат сауымда. |

## География
Село расположено в юго-восточной части Астраханской области, в дельте реки Волги, и находится на острове, образованным реками Тюлькузек и Корневая, на правом берегу р. Корневая.
Уличная сеть состоит из одного географического объекта: ул. Речная.
Абсолютная высота 25 метров ниже уровня моря
.
Климат
умеренный, резко континентальный, характеризуется высокими температурами летом и низкими — зимой, малым количеством осадков, а также большими годовыми и летними суточными амплитудами температуры воздуха.

## Население
| 2002 | 2010 |
| ---- | ---- |
| 13   | ↘6   |

Национальный и гендерный состав
По данным Всероссийской переписи, в 2010 году численность населения составляла 6 человек (по 3 мужчины и женщины, 50 % каждые когорты).
Согласно результатам переписи 2002 года, в национальной структуре населения казахи составляли 100 % от 11 жителей.

## Инфраструктура
Нет данных

## Транспорт
Просёлочные дороги.

## Известные уроженцы
- Дакенов, Закир Мударисович (1962—1995) — писатель и поэт[7].